# Maximum-minimumidentiteterna
Inom matematiken är maximum-minimumidentiteterna en relation mellan det maximala elementet av en mängd S av n tal och de 2n - 1 icke-tomma delmängderna av S, samt en likadan identitet där rollerna av max och min är ombytta.
Låt S = {x1, x2, ..., xn}. Då säger identiteten att
{\displaystyle {\begin{aligned}\max\{x_{1},x_{2},\ldots ,x_{n}\}&=\sum _{i=1}^{n}x_{i}-\sum _{i<j}\min\{x_{i},x_{j}\}+\sum _{i<j<k}\min\{x_{i},x_{j},x_{k}\}-\cdots \\&\qquad \cdots +\left(-1\right)^{n+1}\min\{x_{1},x_{2},\ldots ,x_{n}\},\end{aligned}}}
och
{\displaystyle {\begin{aligned}\min\{x_{1},x_{2},\ldots ,x_{n}\}&=\sum _{i=1}^{n}x_{i}-\sum _{i<j}\max\{x_{i},x_{j}\}+\sum _{i<j<k}\max\{x_{i},x_{j},x_{k}\}-\cdots \\&\qquad \cdots +\left(-1\right)^{n+1}\max\{x_{1},x_{2},\ldots ,x_{n}\}.\end{aligned}}}